# به حرفام گوش بده (ترانه)
«به حرفام گوش بده» (انگلیسی: Hear Me) ترانه‌ای است که توسط گروه موسیقی راک آمریکایی ایمجین درگنز در اصل برای دومین آلبوم چندآهنگهشان، جهنم و سکوت سروده و ضبط شده‌است. این ترانه همچنین در هفتمین قطعه نخستین آلبوم استودیویی‌شان، دیدهای شبانه حضور داشت.
این ترانه در ۲۴ نوامبر ۲۰۱۲ در بریتانیا و ایرلند به‌عنوان تک‌آهنگ لید دیدهای شبانه منتشر شد.